# Лунино (Пензенская область)
Лу́нино — посёлок городского типа в России, административный центр Лунинского района Пензенской области.
Образует муниципальное образование рабочий посёлок Лунино со статусом городского поселения как единственный населённый пункт в его составе.

## География
Посёлок расположен в 45 км к северо-востоку от областного центра города Пензы, на реке Шукше (приток Суры). Железнодорожная станция Лунино Куйбышевской железной дороги на участке Рузаевка — Пенза Нижегородско-Харьковского железнодорожного хода.

## История
Населённый пункт возник на землях, отказанных в 1665 году пензенцу, поручику драгунского строя Осипу Ивановичу Лунину и подполковнику Макару Милевскому. Первые десятилетия существования именовалось Архангельским (по церкви). К 1710 году (возможно, в результате обмена землями) село подарено Иванырсовскому Чудову монастырю, имело 60, в 1718 — 75 дворов монастырских крестьян. В 1717 году село сожжено отрядом кубанских «татар», убито 4, взято в полон 66 человек (в 1722 один из них из полона возвратился). В 1719 — 34 двора. В 1723 зафиксировано как вотчина Чудова приписного Иванырсовского монастыря село Архангельское (Лунино); в селе церковь во имя Архистратига Михаила и 34 двора крестьян.
В 1747 — село Архангельское (Лунино) Шукшинского стана Пензенского уезда Кафедрального Чудова монастыря, 127 ревизских душ (РГАДА, ф. 350, оп. 2, е.хр. 2540, лл. 550—555 об.). В 1762 — за Московским Чудовым монастырем. По манифесту от 26 февраля (8 марта) 1764 года — в управлении Коллегии экономии. В 1774 через село проходила армия Е. И. Пугачёва. В 1795 — село экономических крестьян, 52 двора по обе стороны Пензенско-Саранской большой дороги, на левом берегу реки Шукши и выходящей из неё озера «Шукшинского прорыва»; церковь деревянная во имя Михаила Архангела, еженедельный воскресный торг; село занимало 52 десятины. Глубина Шукши в черте села достигала 2 аршин, ширина — 12 саженей. В 1795 ощущался недостаток пахотных земель: на 185 душ мужского пола всего 179 десятин при селе и 41 десятина на отхожей даче. Поэтому крестьяне были вынуждены заниматься извозом (чему благоприятствовало расположение села на большой дороге), промыслами и ремеслами. В середины XIX века развивались поташное и воскобойное производства (3 поташни, 3 воскобойни); 8 лавок, базар, ярмарка с 6 по 9 сентября. В 1849 построена каменная церковь, имелась каменная часовня в память об убитом императоре Александре II.
С 1780 — волостной центр в составе Мокшанского, затем Пензенского уездов. В 1896 работало двухклассное министерское образцовое начальное училище. В 1896 году через село прошла железная дорога.
К 1920 в черту села вошли населённые пункты Трубетчино, Левино-1, Левино-2, Тележинка. В 1926 стала работать одна из крупных в губернии электростанций. Имелись пеньковый завод и совхоз лубяных культур, коноплеводческая станция, сортоиспытательный участок.
С 1928 года село является районным центром Лунинского района Пензенского округа Средне-Волжской области (с 1939 года — в Пензенской области).
В 1938 году Лунино отнесено к категории посёлков городского типа.
В 1966 построена межколхозная база по откорму свиней на средства 11 хозяйств-пайщиков. В 1970—1980-е работал один из лучших в области колхоз «Вперёд к коммунизму», председателем которого был Герой Социалистического Труда М. К. Бобров. Планировочная структура сложилась параллельно почтовой дороге, с которой была связана вся деловая жизнь. С началом движения по железной дороге (2-я половина XIX века) возникла пристанционная площадь, сложилась коммунально-складская зона у железнодорожных путей, небольшие предприятия сместились к р. Суре.
В апреле 1991 года на базе сельскохозяйственной опытной станции, существовавшей с 1931 года, организован Пензенский научно-исследовательский институт сельского хозяйства. При финансовой поддержке Российской академии сельскохозяйственных наук и местных административных органов власти построен жилой городок для сотрудников. Это дало возможность пригласить в институт квалифицированных научных работников. С 2018 года Пензенский НИИСХ присоединён к Всероссийскому научно-исследовательскому институту механизации льноводства и после его реорганизации является обособленным  подразделением Федерального государственного бюджетного научного учреждения «Федеральный научный центр лубяных культур» (ФГБНУ ФНЦ ЛК). Пензенский НИИСХ занимается созданием и внедрением в производство новых, высокопродуктивных сортов зерновых, зернобобовых, масличных, кормовых культур. Государственный реестр селекционных достижений, допущенных к использованию, на 2022 год включает 71 сорт селекции института по 31 сельскохозяйственной культуре. В  пользовании института находится 2888 га земли, в том числе пашни – 1481 га. 
В конце 1990-х годов работали механизированный лесхоз (пиломатериалы, мебель, тара и др.); промкомбинат (оконные и дверные проёмы, швейные изделия); пищекомбинат (кондитерские изделия, пряники, кисель); маслозавод (масло, сыр, кисломолочные продукты), 5 строительных организаций, крупная ПМК № 1, автотранспортное предприятие. 
Внутри посёлка — один автобусный маршрут. 
В посёлке имеются районная больница, поликлиника, 3 детских сада, 2 средние школы, филиал Пензенского колледжа транспортных технологий, Детско-юношеская спортивная школа, ФОК «Алые паруса», бассейн «Дельфин», стадион, Детская школа искусств, Дом культуры, библиотека. При районном доме культуры — театр, хор, агитбригада, носящие звание народных. 
Храм Рождества Пресвятой Богородицы, Молитвенный дом прп. Сергия Радонежского, часовня Всех Святых.

## Население
| 1710  | 1864  | 1897  | 1926  | 1939  | 1959  | 1970  | 1979  | 1989  |
| ----- | ----- | ----- | ----- | ----- | ----- | ----- | ----- | ----- |
| 220   | ↗977  | ↗2414 | ↗2527 | ↗7332 | ↗7577 | ↗9047 | ↘8591 | ↗9086 |
| 2002  | 2009  | 2010  | 2011  | 2012  | 2013  | 2014  | 2015  | 2016  |
| ↘8324 | ↘7349 | ↗7905 | ↘7872 | ↗7907 | ↗8020 | ↘8019 | ↗8021 | ↘7864 |
| 2017  | 2018  | 2020  | 2021  |       |       |       |       |       |
| ↘7797 | ↘7692 | ↘7417 | ↘7227 |       |       |       |       |       |

## Экономика
- ООО «Лунинский комбикормовый завод»,
- ПАО «Лунинский элеватор»,
- ПАО «Лунинский дорожник»,
- ООО «Средневолжская мебельная фабрика»,
- ООО «Александрийские дома»,
- филиал ПАО «Волгодонский комбинат древесных плит»,
- ООО «Пензенские пенькозаводы»,
- Пензенский научно-исследовательский институт сельского хозяйства,
- ГКУ «ПО «Лунинское лесничество».

## Известные люди
- Пётр Андреевич Мельников (1914 — 1984) — гвардии подполковник, командир самоходно-артиллерийского полка, первым ворвавшегося в предместья Берлина, Герой Советского Союза
- Иван Григорьевич Шильнов (1906 — 1974), гвардии майор, командир истребительного противотанкового артиллерийского полка, отличившийся в боях за Днепр, Герой Советского Союза
- Герой Советского Союза В. Н. Бочкарев
- Герой Социалистического Труда П. И. Бородина
- Герой Социалистического Труда М. К. Бобров
- Тихон Захарович Семушкин — писатель, лауреат Сталинской премии второй степени, написавший роман «Алитет уходит в горы», повесть «Чукотка» и рассказы

## Достопримечательности
Мемориал воинам-землякам, погибшим в годы Великой Отечественной войны. Братская могила воинов, умерших в Лунинском эвакогоспитале. Памятник-самолёт в честь Героя Советского Союза Н. С. Артамонова (уроженца района).